# Хольбайн, Вольфганг
Вольфганг Хольбайн (нем. Wolfgang Hohlbein; род. 15 августа 1953, Веймар, округ Эрфурт, ГДР) — немецкий писатель, автор романов — научно-фантастических, фэнтези, а также в жанре ужасов. Его жена Хайке — тоже писатель и часто пишет книги совместно с мужем. Она часто придумывает идеи для историй, что делает её соавтором Хольбайна. Он сам по этому поводу говорил, что жена привносит «магию сказок» в его работы.

## Биография
Хольбайн родился в семье автомеханика и вырос в Крефельде. После окончания школы он получил образование промышленного клерка и работал оператором.
Начал писать короткие рассказы в возрасте 15 лет. Впервые прославился как писатель после того, как отослал рукопись, написанную совместно со своей женой, на конкурс произведений в жанрах фантастики и фэнтези. Супруги победили, и их книга Märchenmond («Волшебная луна)» была издана Ueberreuter Publishing, а вскоре стала бестселлером и завоевала много наград. Это один из наиболее крупных их успехов по сей день.
Хольбайн — один из наиболее известных и продуктивных писателей Германии. Им написаны более 200 книг, в том числе «Анубис», «Кровь тамплиеров», «Повелительница драконов», девять книг про Индиану Джонса. Многие переведены на другие языки и изданы в большинстве европейских стран, кроме Великобритании.
Любимым из своих произведений автор называет роман «Хаген из Тронье», адаптацию одноимённой легенды.
С 2008 года вместе с американской хэви-метал группой Manowar работает над концептуальным фэнтези-проектом «The Asgard Saga». В этом же году он закончил свою книгу «Око Гора».

## Произведения
- «Анубис» (Anubis, 2005)

Цикл «Черити» (Charity):
- «Лучшая женщина военно-космических сил» (Die beste Frau der Spaceforce, 1989)
- «Будущее во мраке» (Dunkel ist die Zukunft, 1990)
- «Королева мятежников» (Die Königin der Rebellen, 1990)
- «На развалинах Парижа» (In den Ruinen von Paris, 1990)
- «Спящая армия» (Die schlafende Armee, 1990)

Цикл «Волшебная луна» (Märchenmond):
- «Волшебная луна» (Märchenmond, 1983)
- «Дети Волшебной луны» (Märchenmonds Kinder, 1990)
- «Märchenmonds Erben», 1998
- «Die Zauberin von Märchenmond», 2005